# Zine El Abidine Ben Ali
Zine El Abidine Ben Ali (Arabisch: زين العابدين بن علي) (Hammam Sousse (Frans protectoraat van Tunesië), 3 september 1936 - Djedda (Saoedi-Arabië), 19 september 2019) was een Tunesisch politicus. Hij was de tweede president van Tunesië van 1987 tot 2011. Ben Ali werd benoemd tot premier in oktober 1987 en hij nam het presidentschap aan op 7 november 1987 in een geweldloze staatsgreep die president Habib Bourguiba incompetent verklaarde en afzette. Ben Ali werd telkens herkozen met een grote meerderheid, elke keer met meer dan 90% van de stemmen. De laatste herverkiezing was op 25 oktober 2009.
Op 14 januari 2011, na maandenlange protesten tegen zijn heerschappij, werd hij gedwongen te vluchten naar Saoedi-Arabië, samen met zijn vrouw Leila Ben Ali en hun drie kinderen. De interim-regering van Tunesië vroeg Interpol een internationaal arrestatiebevel uit te geven, voor aanklachten wegens witwassen en drugshandel. Op 20 juni 2011 werden hij en zijn vrouw  bij verstek veroordeeld tot 35 jaar gevangenisstraf. In juni 2012 werd Ben Ali bij verstek veroordeeld tot 20 jaar gevangenisstraf voor het aanzetten tot geweld en moord.

## Biografie
Ben Ali werd geboren in het oosten van Tunesië. Hij werd lid van de Neo-Destourpartij van voormalig president Habib Bourguiba en volgde een militaire training, eerst in Frankrijk en later in de Verenigde Staten.
Hij richtte in 1964 de militaire veiligheidstak van het ministerie van defensie op en leidde het tot 1974. Daarna werd hij directeur-generaal voor de nationale veiligheid. Als diplomaat diende hij als militair attaché in Marokko en ambassadeur in Polen vooraleer hij in het kabinet aantrad als minister van binnenlandse zaken. Zijn optreden tegen moslimfundamentalisten leidde tot promotie en in 1987 werd hij eerste minister onder Bourguiba.
Al na 5 weken als eerste minister zette hij president Bourguiba af onder het voorwendsel dat Bourguiba medisch niet in staat was zijn ambt uit te oefenen, een procedure die in de grondwet vastgelegd is. Op 7 november 1987 nam hij het ambt van president over.
Hoewel zijn buitenlandse politiek pro westers was en Ben Ali de economie vlot heeft getrokken na jaren van stagnatie was zijn binnenlands beleid er een van regeren met ijzeren hand. In 1999 won hij de presidentsverkiezingen van twee daarvoor onbekende, door hem goedgekeurde, opponenten met meer dan 99% van de stemmen en in 2004 wederom met bijna 95%.

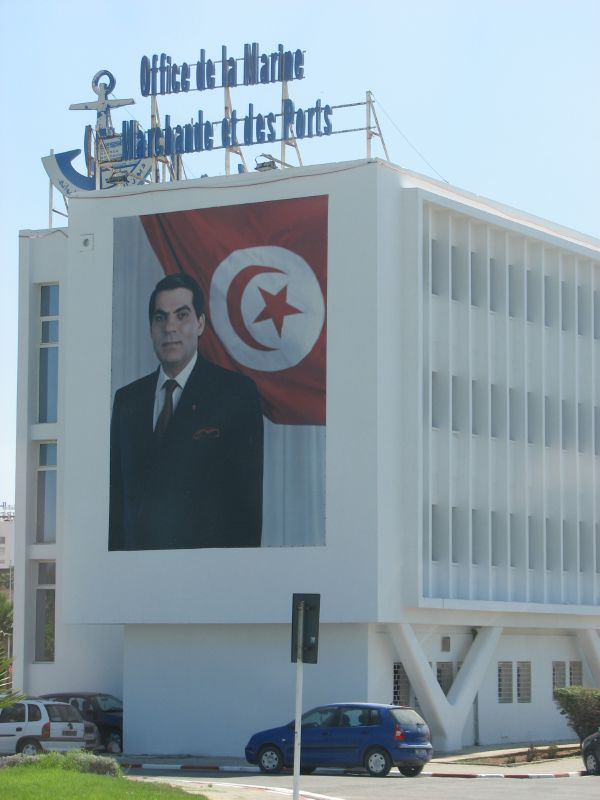
Overal in Tunesië hingen grote portretten van Ben Ali, waarmee een persoonlijkheidscultus werd uitgedragen.

Met 89,62 procent werd Ben Ali in 2009 ruim herkozen voor een vijfde opeenvolgende periode van vijf jaar. Het was wel de laagste verkiezingsscore sinds hij in 1987 aan de macht kwam. Tegenkandidaten Mohamed Bouchiha en Ahmed Inoubli kregen respectievelijk 5,01 en 3,80 procent. De verkiezingen voor het parlement werden ruim gewonnen door Ben Ali's RCD, die 161 van de 214 zetels kreeg.
De president beloofde de werkloosheid terug te dringen en het inkomen per hoofd van de bevolking met 40 procent te doen stijgen.
De verkiezingscampagne kon op veel kritiek rekenen van Amnesty International en Verslaggevers Zonder Grenzen; ze uitten kritiek op het mogelijke misbruik van de Tunesische regering voor presidents- en parlementsverkiezingen. De websites van beide organisaties lagen dagen voor de verkiezingen in Tunesië plat.

### Jasmijnrevolutie
Na zware onrusten ontvluchtte Ben Ali het land op 14 januari 2011.
Hij verbleef sindsdien met zijn gevluchte familie in Saoedi-Arabië. Een maand later, op 17 februari, werd bekendgemaakt dat Ben Ali was opgenomen in een Saoedisch ziekenhuis, waar hij in een coma zou zijn beland. Tegen Ben Ali en zijn vrouw Leila Trabelsi liep een internationaal opsporingsverzoek; er is ook een verzoek bij Interpol ingediend om hun bezittingen te bevriezen.
Op 14 april 2011 maakte de Tunesische staatstelevisie bekend dat de justitiële autoriteiten Ben Ali in eigen land wilden berechten voor moord en 17 andere misdrijven, waaronder samenzwering tegen de staat en de smokkel en het gebruik van drugs. Volgens minister van justitie Chebbi waren er in totaal 44 aanklachten tegen Ben Ali, zijn familie en een aantal oud-ministers. Op 20 juni werd Ben Ali veroordeeld tot 35 jaar cel, maar hij verbleef zelf in Saoedi-Arabië en dat land was niet van plan hem uit te leveren. Op 13 juni 2012 werd hij door een militaire rechtbank bij verstek veroordeeld tot levenslang wegens de dood van demonstranten bij het neerslaan van de Jasmijnrevolutie.
Op 19 september 2019 overleed Ben Ali in ballingschap in Saoedi-Arabië, op 83-jarige leeftijd aan prostaatkanker. 21 september 2019 werd hij begraven op de Jannatul Baqi begraafplaats in Medina.